# Leonard Martin
Leonard Jack Martin (* 24. November 1901 in London; † 25. Dezember 1967 in Effingham) war ein britischer Segler.

## Werdegang
Leonard Martin, der Mitglied im Royal Burnham Yacht Club und dem Royal Ocean Racing Club war, nahm in der 6-Meter-Klasse an den Olympischen Spielen 1936 in Berlin teil. Er war Crewmitglied der Lalage und gewann mit dieser in der im Olympiahafen Düsternbrook in Kiel stattfindenden Regatta dank eines Ein-Punkte-Vorsprungs auf die zweitplatzierten Norweger in der Lully II unter Skipper Magnus Konow mit 67 Gesamtpunkten die Goldmedaille. Neben Martin und Skipper Christopher Boardman wurden die Crewmitglieder Miles Bellville, Russell Harmer und Charles Leaf Olympiasieger. Zwei Jahre zuvor gehörte Martin ebenso wie Boardman und Bellville zur Crew des britischen Herausfordererbootes Endeavor beim America’s Cup.
Während des Ersten Weltkriegs diente er von 1917 bis 1919 in der Royal Naval Volunteer Reserve. Danach stieg er ins Familiengeschäft als Tabakwarengroßhändler ein.